# Boule de beurre de Krishna
La boule de beurre de Krishna (en anglais : Krishna's Butterball, en tamoul : கிருஷ்ணரின் வெண்ணெய்ப் பந்து (kiruṣṇarin veṇṇeyp pandu)), aussi appelée Vaanirai Kal (வான் இறைக்கல் ; « Pierre du dieu céleste ») en tamoul, est un rocher sphérique de granite bloqué sur une pente dans la ville de Mahabalipuram en Inde. Le bloc, qui semble défier la pesanteur, serait à la même place depuis près de 1300 ans. C'est une des attractions touristiques de la ville historique.

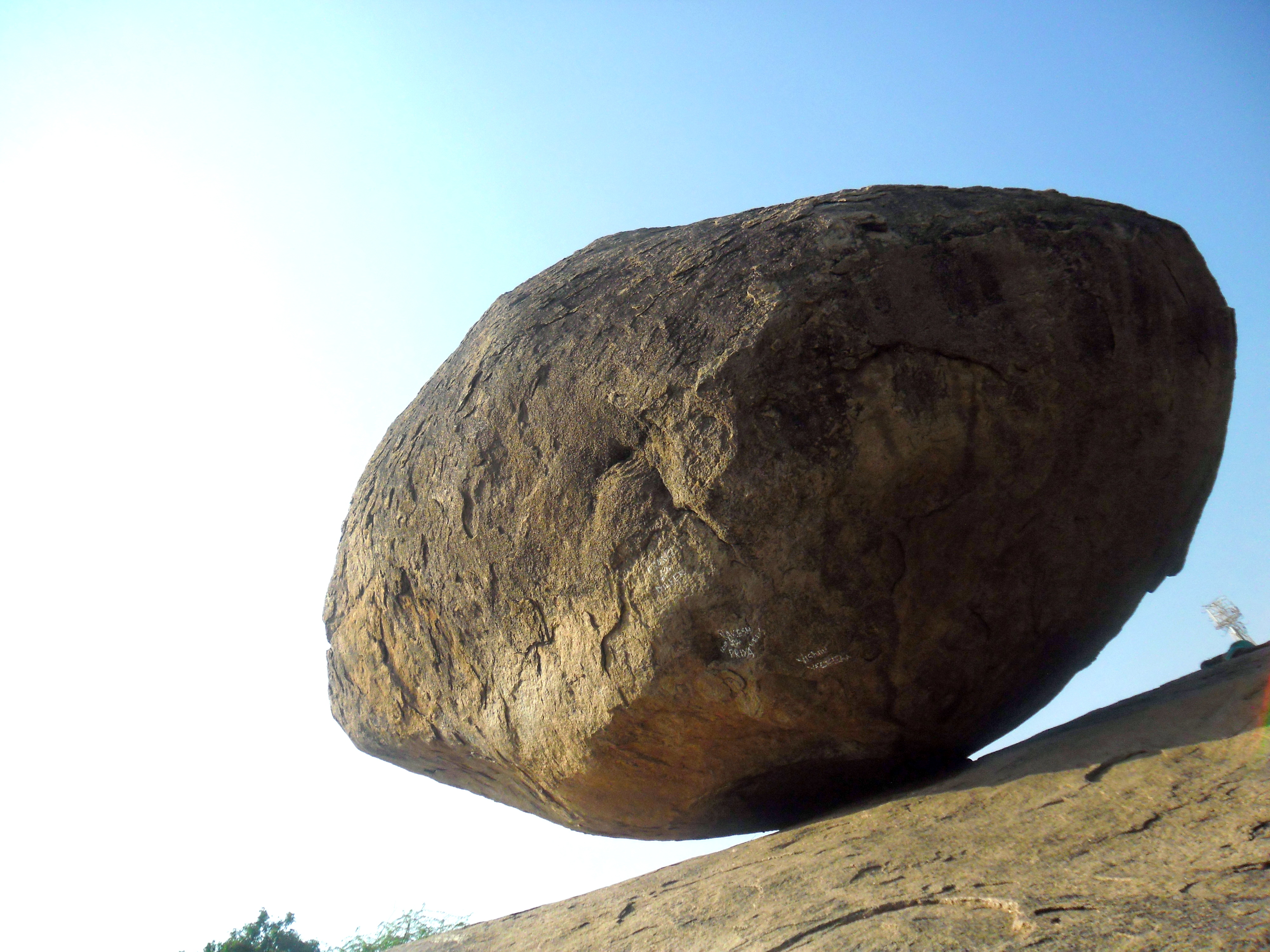
La boule de beurre de Krishna ; vue du sud-est.